# High Lane – Schau nicht nach unten!
High Lane – Schau nicht nach unten! ist ein französischer Horrorfilm aus dem Jahr 2009. Abel Ferry führte Regie. Der Film zeigt eine Gruppe junger Bergsteiger, die bei ihrem Abenteuer angegriffen werden und um ihr Leben kämpfen müssen.

## Handlung
Fünf junge Abenteurer reisen gut gelaunt in den kroatischen Nationalpark Risnjak, um dort im Gebirge zu klettern. Fred und seine Freundin Karine werden von Chloé, ihrem Freund Loïc sowie Guillaume begleitet. Als sie am Berg ankommen, stellen sie fest, dass der Klettersteig gesperrt ist. Fred geht trotzdem mutig voran und überzeugt die anderen, ihm zu folgen. Kurz nach dem Beginn des Weges müssen sie eine wacklige Hängebrücke überqueren. Karine geht als Letzte und stürzt fast ab, als die Brücke unter ihr einstürzt.
An einer steilen Felswand klettert Fred mit Karine voran, um die anderen von oben mit dem Seil zu unterstützen. Im Wald tritt Fred jedoch in eine Bärenfalle, die ihn schwer am Bein verletzt. Währenddessen rutscht der nervöse Loïc ab und reißt Guillaume mit. Karine schafft es nicht, Fred zu befreien, und kehrt zurück zur Felswand, wo sie die beiden Abgestürzten mit einem zusätzlichen Seil rettet. Als die vier Abenteurer zurück in den Wald kommen, ist Fred verschwunden. Nur die Falle und Blutflecken sind zu sehen.
Bei strömendem Regen und zunehmender Dunkelheit gehen die verbliebenen Freunde weiter, um Fred zu suchen. Loïc gerät in einen Streit mit Guillaume, der deutliches Interesse an Chloé zeigt. Als diese den Streit schlichten will, fällt sie in ein Loch. Karine klettert hinab und sieht, dass Chloés Arm von einer Metallspitze durchbohrt wurde. Guillaume fühlt sich oben im Wald beobachtet. Nachdem Karine Chloé gerettet hat, seilen sich die vier Protagonisten aneinander und gehen weiter; Karine befindet sich am Ende der Kette. Plötzlich wird sie von hinten mit einem Pfeil erschossen und bevor sie jemand wegzieht, stellt sie im Sterben fest, dass das Seil durchgetrennt wurde.
Chloé, Loïc und Guillaume gehen weiter und finden eine Holzhütte. Darin liegt Fred nackt auf einem Tisch und stirbt gerade vor ihren Augen. Guillaume durchsucht die Hütte und findet im Keller neben Freds Rucksack mit den Fackeln auch zahlreiche Jagdtrophäen und Werkzeug eines Wilderers. An einer Wand liest er den Namen Anton. Als er wieder nach oben klettern will, schlägt Loïc ihn bewusstlos und schließt die Falltür. Dann taucht der Wilderer Anton auf, der neben Fred auch Karine gefangen hat. Loïc und Chloé kämpfen zunächst mit Anton, doch dann läuft Loïc mit einer Fackel weg.
Während Anton sich den Leichen von Fred und Karine zuwendet, sind Chloé und Guillaume im Keller gefesselt. Als sie versuchen, die Fesseln zu lösen, kommt Anton und nimmt Chloé mit nach oben. In seiner Verzweiflung kann sich Guillaume schließlich befreien, aber nicht die Falltür öffnen. Im letzten Moment kommt Loïc, dessen Fackel erloschen ist, zur Hütte zurück. Er lenkt Anton ab, der ihn nun jagt. Chloé und Guillaume nutzen die Chance zur Flucht.
Anton schießt Loïc einen Pfeil ins Bein, doch dieser kann nach einem Kampf zunächst entkommen. Er klettert an der falschen Felswand hinunter und bleibt an einer instabilen Leiter hängen. Nach seinem Hilferuf erscheinen Chloé und Guillaume an der Klippe. Guillaume versucht, Loïc hochzuziehen, lässt ihn dann aber doch in den Abgrund fallen. Er tröstet gerade Chloé, als Anton ihm einen Pfeil in den Kopf schießt. Nun kämpft Chloé mit Anton. Sie nennt seinen Namen, was den Wilderer verwirrt und ihr die Chance gibt, dem Mörder die Kehle aufzuschlitzen. Auf den endgültigen Todesstoß verzichtet Chloé aber, weil sie sich daran erinnert, wie sie in ihrem Beruf als Krankenschwester einen Patienten verlor. Über eine Seilrutsche nähert sie sich der Freiheit, als plötzlich ein lauter Knall zu hören ist.
Eine Stimme erklärt zum Schluss, dass nur Loïcs Leiche gefunden wurde. Auch Anton, der als fünfjähriger Junge entführt wurde, bleibt vermisst. Angeblich verschwinden jedes Jahr zahlreiche Menschen in den Gebirgen auf dem Balkan.

## Produktion
Der Film wurde an 35 Drehtagen produziert, wobei die Aufnahmen wegen der Authentizität tatsächlich im Gebirge stattfanden. Da die Handlung im Sommer spielt, der Film aber im Oktober entstand, wurden die Dreharbeiten für die leicht bekleideten Schauspieler zu einer großen Belastung.

## Kritiken
Viele Rezensenten weisen darauf hin, dass aus dem Bergsteiger-Abenteuer im weiteren Verlauf der Geschichte ein Horror- und Splatterfilm wird. So schreibt der Kritiker bei cinema.de: „Mit seinen überaus starken, schwindelerregenden Bildern ist das französische Spielfilmdebüt eine Klasse für sich. Aber Vorsicht: Der Bergthriller kippt um in einen arg bösen Horrortrip mit szenenweise extrem garstigen Splattereffekten.“ Der Rezensent von kino.de sieht einen „spannende[n] Survival-Thriller, [der vor] hübschen Landschaften effektvoll in Szene gesetzt und von sympathischen Jungdarstellern gut gespielt“ ist. Michael Drewniok kritisiert die Entwicklung des Films bei filmbesprechungen.de: „Labile Gruppendynamik und gefährliche Umgebung: Mit diesen beiden Aspekten hätte sich Ferry begnügen sollen. Aber er wollte auf Nummer sicher gehen. In der zweiten Filmhälfte nimmt „High Lane“ einen „Wrong Turn“ in Richtung Grob-Horror.“ Außerdem erkennt er einen Mangel an Logik: „Auch das Drehbuch fördert gerade in kritischen Momenten ein fragwürdiges Verhalten der Figuren.“